# Ovipalpus schajovskoii
Ovipalpus schajovskoii là một loài bọ cánh cứng trong họ Elateridae. Loài này được Golbach miêu tả khoa học năm 1953.